# Gyrospilara
Gyrospilara là một chi bướm đêm thuộc họ Noctuidae.

## Các loài
- Gyrospilara formosa (Graeser, 1888)